# Eneda Tarifa

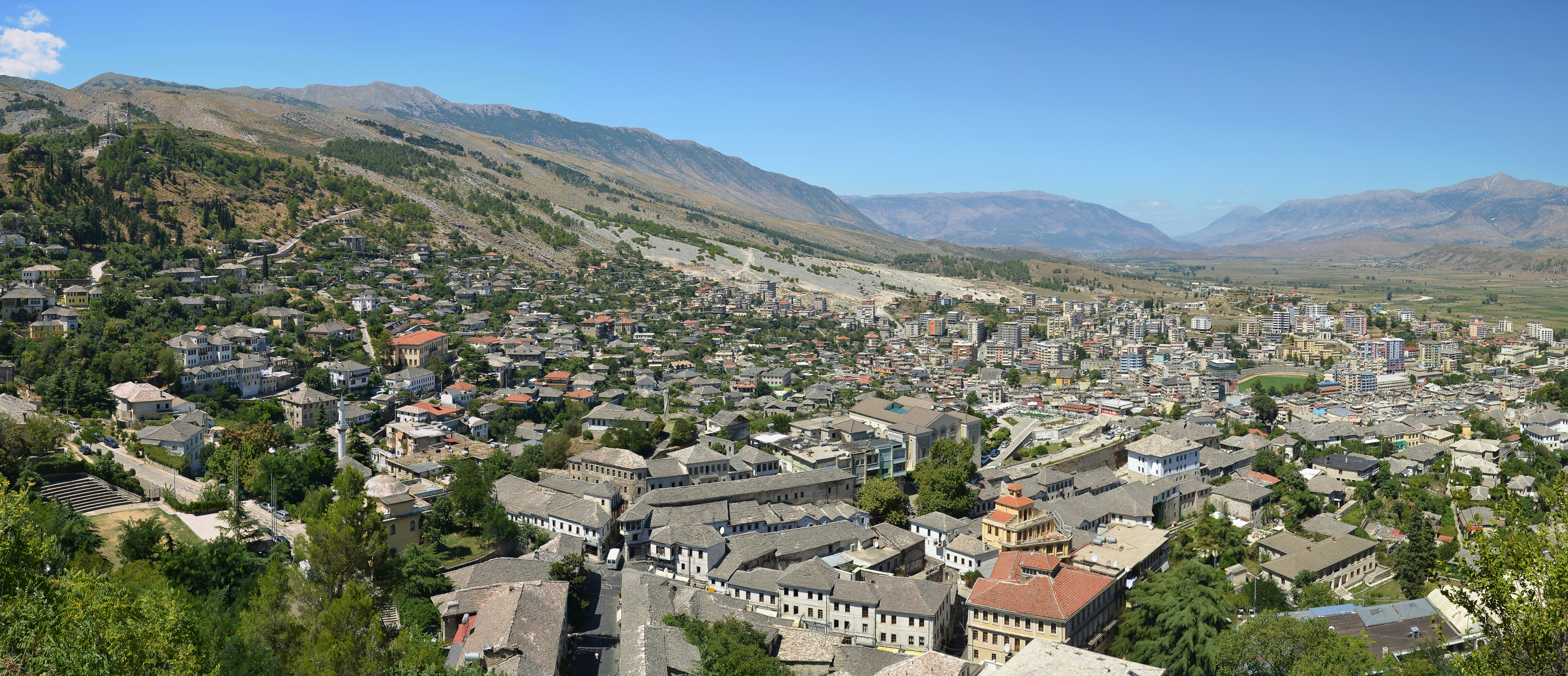
Tarifa växte delvis upp i staden Gjirokastra i södra Albanien.

Eneda Tarifa[a], född 30 mars 1982 i Tirana, är en albansk sångerska, programledare och filosof som är känd för att ha vunnit Top Fest 2010 och Festivali i Këngës 2015. Hon har även framgångsrikt varit programledare för TV-programmet Portokalli på Top Channel. I maj 2016 representerade hon Albanien i Eurovision Song Contest 2016 med låten "Fairytale".

## Karriär

### Tidiga år och genombrott
Tarifa föddes 1982 i Tirana, som då var huvudstad i den socialistiska folkrepubliken Albanien. Som barn bodde hon under två år i världsarvsstaden Gjirokastër i södra Albanien med sin mormor. Tarifa utbildade sig till filosof vid Tiranas universitet, där hon tagit examen i filosofi vid den samhällsvetenskapliga fakulteten.
1997 debuterade Tarifa som 15-åring i Festivali i Këngës 36. Hon framförde en duett tillsammans med sångaren Saimir Çili med titeln "Yjet e shpresës" (svenska: hoppets stjärna). De lyckades dock inte vinna tävlingen som vanns av 16-åriga Elsa Lila med "Larg urrejtje".
2001 debuterade hon i en annan av Albaniens största musikfestivaler, Kënga Magjike. Hon framförde i tävlingen bidraget "Ika larg". Hon ställdes mot meriterade artister som Kozma Dushi, West Side Family och Rovena Stefa men hennes låt blev en av hennes hittills mest populära. 2003 gjorde Tarifa sitt andra försök i Festivali i Këngës då hon deltog i Festivali i Këngës 42 med låten "Qëndroj" (sv: stanna) med vilken hon lyckades ta sig till finalen. I finalen framförde hon sitt bidrag som nummer 13, efter Anjeza Shahini med "Imazhi yt" och före Rosela Gjylbegu med "Hirushja". Eftersom endast topp tre i tävlingen avslöjades och Tarifa inte var bland dessa förblir hennes placering okänd. Sångarna som sjöng sina bidrag före och efter Tarifa, Shahini och Gjylbegu slutade etta respektive trea. 
2006 deltog hon i Kënga Magjike 2006 med låten "Rreth zjarrit tënd" (sv: runt din eld) med vilken hon slutade 4:a i finalen på 154 poäng. Hon blev enbart slagen av vinnaren Armend Rexhepagiqi, tvåan Ledina Çelo och trean West Side Family. Hon tilldelades även Çesk Zadeja-priset i tävlingens final. Året därpå ställde hon upp i Festivali i Këngës 46 med låten "E para letër" (sv: den första bokstaven) som blev hennes tredje bidrag i tävlingen. Hon deltog i den första semifinalen 14 december 2007 från vilken hon tog sig till finalen som hölls 16 december. I finalen tävlade hon mot 16 andra artister, hon framförde sitt bidrag som nummer 3, efter Produkt 28 med "30 sekonda" och före Mariza Ikonomi med sin låt "Mall i tretur". Av juryn fick hon 11 poäng vilket räckte till en 10:e plats av 17 deltagare. Högsta poäng fick hon av Gjergj Xhuvani som gav henne 7 poäng. 2008 ställde hon återigen upp i Kënga Magjike. Denna gång tävlade hon med låten "Zëri im" (sv: min röst) och hon tilldelades "Çmimi Fun Tune" utöver de 577 poäng hon fick i huvudtävlingen i finalen.
I december 2009 framträdde hon tillsammans med Anjeza Shahini vid Festivali i Këngës 48 med Shahinis bidrag "Në pasqyrë" (sv: i spegeln). Shahini kom i finalen att sluta tvåa, bakom Juliana Pasha.

### 2010: Top Fest
Under våren 2010 presenterade Tarifa sitt deltagande bidrag i den moderna musiktävlingen Top Fest, där hon var en av 130 deltagande sångare. Hon deltog med bidraget "Me veten" (sv: med mig själv) som snabbt fick positiv kritik. Hon tog sig vidare till finalen via en livesänd semifinal. I finalen ställdes hon mot bland andra Besa Kokëdhima med "Kalorësi i natës", Mariza Ikonomi med "Dëshirë" och Jonida Maliqi ft. Big Basta med "Sot ti japim fund". I slutändan visade sig juryn ha föredragit Tarifas bidrag då hon fått flest poäng och därmed utsågs till tävlingens vinnare.
Efter vinsten i Top Fest tog Tarifa över som programledare för söndagsshowen Portokalli på Top Channel. Hon valde samtidigt att ta en paus i sin aktiva musikkarriär.

### 2015–2016: Eurovision Song Contest

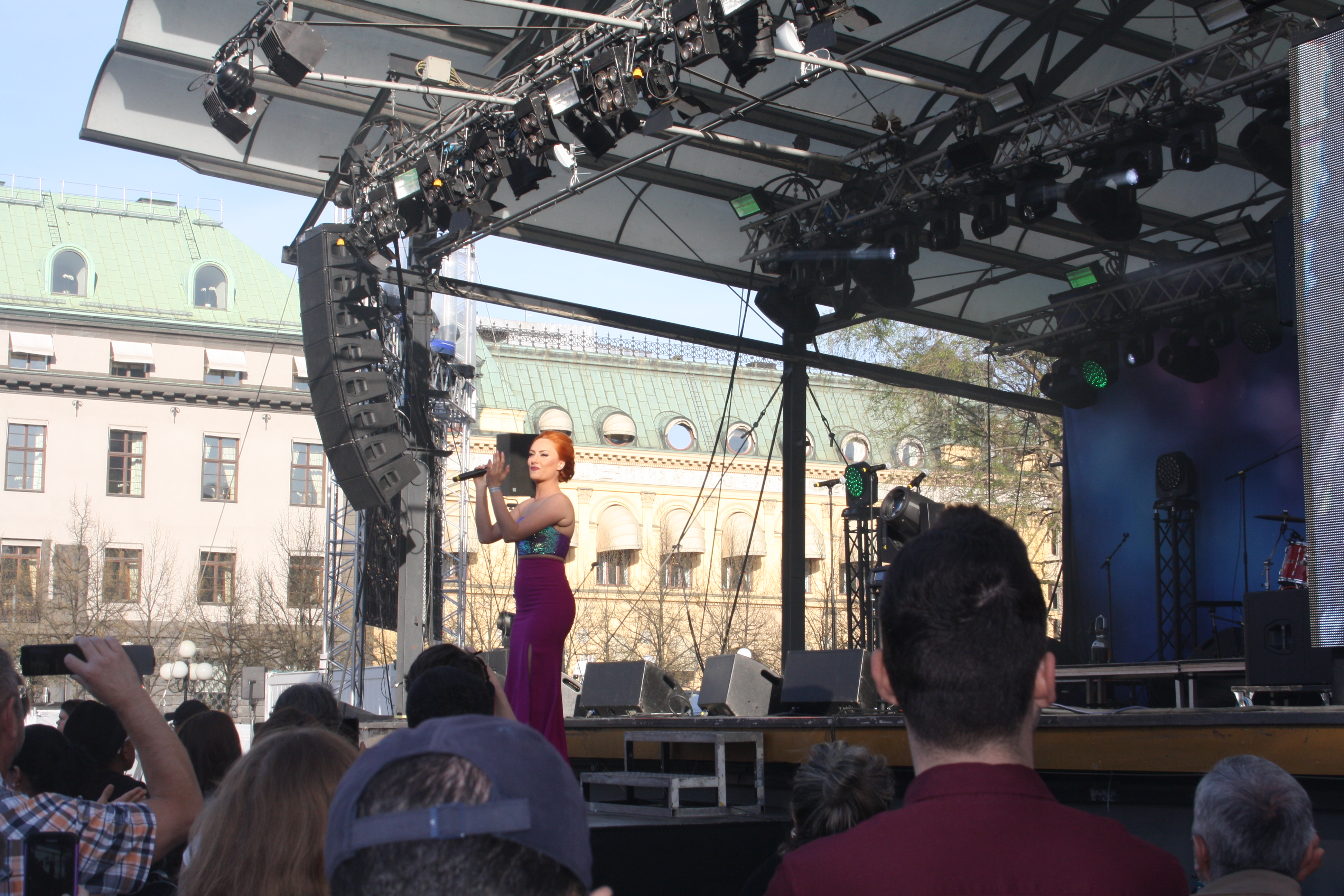
Eneda Tarifa uppträder i Kungsträdgården inför Eurovision 2016.

Efter flera års uppehåll gjorde Tarifa år 2015 comeback i Festivali i Këngës 54 med låten "Përallë" (svenska: saga). Låten skrevs och komponerades av Olsa Toqi. Med låten tog sig Tarifa till tävlingens final, där hon efter att de sju jurymedlemmarna röstat om de 22 finalbidragen utsåg Përrallë och Tarifa som vinnare av tävlingen. Därmed kommer hon att representera Albanien i Eurovision Song Contest 2016 i Stockholm med låten. Tarifa deltog med det första albanska bidraget hittills med kvinnlig låtskrivare och kompositör genom Olsa Toqi.  I januari meddelade man att låten skulle framföras på engelska i tävlingen med titeln "Fairytale Love". Man ändrade dock senare låtens titel till "Fairytale". Man började spela in den nya versionen på Woodstock Studios i London i Storbritannien i mitten av februari. En officiell musikvideo släpptes den 13 mars 2016 tillsammans med den nya versionen av låten. Videon spelades in i Albaniens olika landskap.
Inför tävlingen i Stockholm i maj kom Tarifa bland annat att marknadsföra sitt bidrag i Amsterdam i Nederländerna vid det årliga Eurovision in Concert den 9 april. I Stockholm hade Tarifa med sig tre bakgrundssångare, däribland Venera Lumani (finalist i Festivali i Këngës 52 och Festivali i Këngës 53) och Xhoni Jesku.
Tarifa deltog i den andra semifinalen av tävlingen där hon hade startnummer 17 av 18 bidrag. Efter att tittarna och de nationella jurygrupperna röstat stod det klart att bidraget inte tog sig vidare till finalen. Hon slutade på plats 16 med 45 poäng, ett av Albaniens sämre resultat i tävlingens historia.

## Privatliv
Tarifa har ett förhållande med musikern Erjon Zaloshnja. 2013 fick de en dotter tillsammans, Aria. Hon har varit politiskt engagerad i partiet Socialistiska rörelsen för integration (Lëvizja Socialiste për Integrim) under perioden då partiet stod i opposition mot Albaniens demokratiska parti. Tarifa är kusin till den nederländsk-amerikanske sångaren Jon Tarifa som hon 2015 släppte singeln och musikvideon "Together" tillsammans med.

## Diskografi

### Singlar
| År   | Titel                                   | Album             |
| ---- | --------------------------------------- | ----------------- |
| 1997 | "Yjët e shpresës" (Hoppets stjärna)     | Singel utan album |
| 2001 | "Ika larg" (Flydde iväg)                | Singel utan album |
| 2003 | "Qëndroj" (Stanna)                      | Singel utan album |
| 2006 | "Rreth zjarrit tënd" (Runt din eld)     | Singel utan album |
| 2007 | "E para letër" (Den första bokstaven)   | Singel utan album |
| 2008 | "Zëri im" (Min röst)                    | Singel utan album |
| 2010 | "Me veten" (Med mig själv)              | Singel utan album |
| 2015 | "Together" ft. Jon Tarifa (Tillsammans) | Singel utan album |
| 2015 | "Përrallë" (Saga)                       | Singel utan album |
| 2016 | "Fairytale" (Sagokärlek)                | Singel utan album |